# Pedro de Ollogoyen
Fray Pedro de Ollogoyen fue un fraile franciscano navarro que en 1328, con el apoyo de varios concejos que orquestaron una liga, instigó una serie de revueltas en contra de la comunidad judía, aprovechando la inestabilidad en el Reino de Navarra tras la muerte del rey Carlos I (IV de Francia).
Reclutó millares de personas que asaltaron barrios judíos en varias ciudades del reino cometiendo asesinatos y forzando a una parte sus habitantes a huir al vecino Reino de Aragón donde gozaban de la protección del rey.
Algunas de las poblaciones donde se produjeron altercados fueron Estella, Villafranca, Puente la Reina, Funes,  San Adrián, Tudela, Pamplona, Marcilla o Viana.

## Revuelta en Estella
Cabe destacar el asalto a la judería de Estella el 6 de marzo de 1328 que se produjo a raíz de unos altercados provocados por las supuestas prácticas usureras de algunos judíos. 
Pedro de Ollogoyen encabezó esta revuelta que concluyó con el asalto de la aljama donde, a pesar del intento de defensa de los judíos, los asaltantes lograron entrar y provocaron una matanza. 
A causa de este episodio, las Cortes de Navarra sancionaron al concejo de Estella con una multa y sesenta ciudadanos hallados culpables fueron encarcelados, aunque posteriormente liberados, a excepción de Pedro de Ollogoyen, que fue encerrado por el obispo en la cárcel episcopal. 
Pedro de Ollogoyen fue condenado a muerte, aunque por la presión de la Iglesia, los nuevos monarcas Juana y Felipe de Évreux entregaron al religioso a la justicia de su orden, siendo recluido en el convento de los franciscanos de Olite.